# Кюфферле, Пьетро
Пьетро Кюфферле (Пётр Иосипович (Осипович) Кюфферле; итал. Pietro Angelo Zeno Küfferle; 1 июля 1871, Верона — 20 августа 1942, Понтедера) — итальянский скульптор, долгое время работавший в России. Работал в реалистической манере. 
Автор проекта (1911) памятника русским морякам в Мессине, надгробия Анны Вершининой на Новодевичьем кладбище в Санкт-Петербурге и ряда скульптур политических и культурных деятелей России.

## Биография

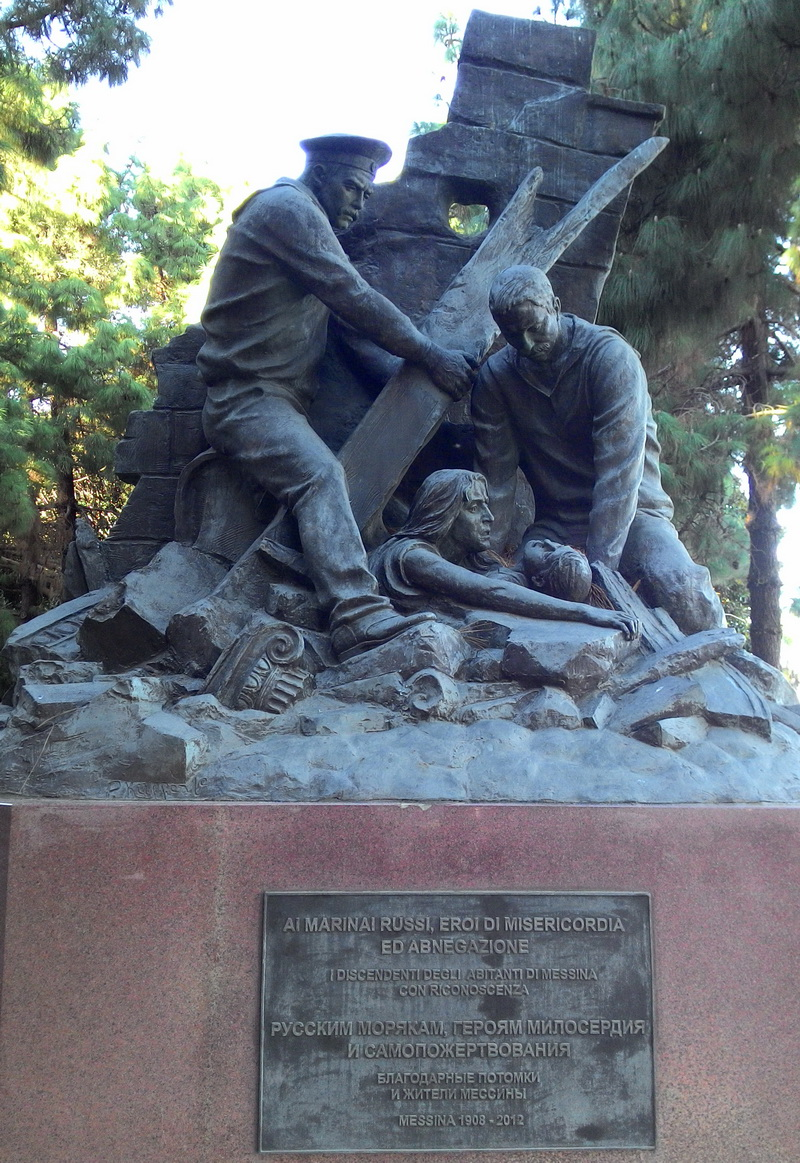
Памятник русским морякам в Мессине. Выполнен в 2012 году по проекту Кюфферле, созданному на столетие раньше.

Родился в 1871 в Вероне в семье австрийского офицера Йозефа Кюфферле, который, женившись на итальянке, вышел в отставку и стал башмачником.
Пьетро окончил Академию изящных искусств в Вероне, где его руководителем был скульптор Грациозо Спацци.
В 1889—1897 годах работал в Праге в скульптурной мастерской Дж. Чиани. В 1891 году получил Золотую медаль за скульптуру на Всемирной выставке в Праге. В 1891–1892 годы исполнил по выигранному конкурсу большой горельеф из 24 фигур для фасада Училища имени принца Витторио-Эммануила в Вероне.
В 1894 году был приглашён архитектором Камилло Бойто для работ в алтаре базилики Св. Антония в Падуе, а затем участвовал в масштабных реставрационных работах в центре Венеции, в частности, дворца Ка-д’Оро.
В 1899 году был приглашён в Санкт-Петербург, в скульптурную мастерскую братьев Грациозо и Франческо Ботта, у которых проработал 8 лет. На некоторых ранних произведениях Кюфферле, например, на бюстах А. С. Пушкина (1899, в собрании Всероссийского музея А. С. Пушкина) и Петра I (1903), выполненных к юбилеям, наряду с его подписью ставилось клеймо «Бр. Ботта». Позднее Кюфферле стал работать самостоятельно и отливать свои произведения и в других мастерских (например, у Гвидо Нелли).

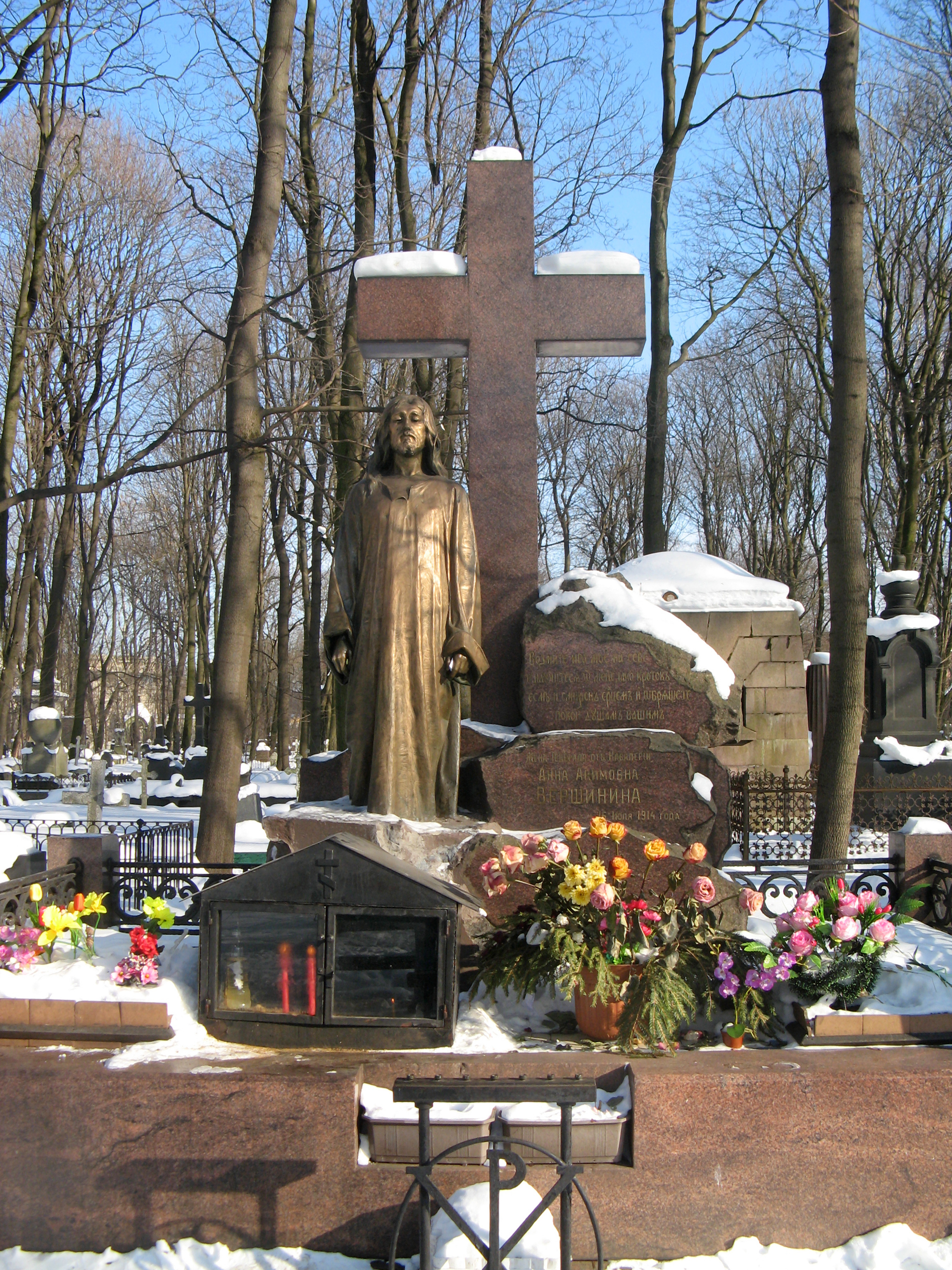
Надгробие Анны Вершининой

В 1903 году Пьетро женился на Анне Будайтис (1883—1919), происходившей из литовско-польской семьи. В этом же году у них родился сын Ринальдо Кюфферле (1903—1955), ставший впоследствии известным русско-итальянским литератором. Семейным языком был немецкий, поэтому сына отдали на обучение в школу Анненшуле. Сначала семья жила в доме на Надеждинской улице, а затем по адресу Литейный проспект, 15.
В 1901 году Кюфферле исполнил гипсовый бюст Александру Суворову (в собрании мемориального музея А. В. Суворова), бронзовая отливка с которого была установлена в 1950 году перед музеем полководца в Кобрине, а уже в 1903 году получил заказ от Императорского Пажеского корпуса на изготовление бюстов всех российских императоров — от Петра Великого до Николая II. В 1904—1907 годы работал преподавателем по лепке в том же Пажеском корпусе. 
После 1907 работал в российской столице как независимый скульптор, пользовался большим успехом и имел много заказчиков как портретист и исполнитель надгробий. В разные годы выполнил скульптурные надгробия купца Петра Атрыганьева на Тихвинском кладбище (1914, не сохранилось), Анны Вершининой, внучки генерала А. А. Карпова, (1910-е гг.) и военачальника Александра Бенкендорфа (1916 г.) на Новодевичьем кладбище в Санкт-Петербурге, которые в настоящее время являются памятниками федерального значения.
Являлся членом различных художественных обществ, входил в состав учредителей художественных объединений. Участвовал в художественных выставках в Санкт-Петербурге и Москве. Известны жанровые скульптуры, часть из которых Кюфферле представлял на выставках: «Перед преставлением» (1907, Ивановский областной художественный музей), «Урок пения» (1908, выставлялась на XVII выставке Санкт-Петербургского Общества художников, в настоящее время входит в коллекцию музея Собрание), а также портреты художников Л. Ф. Лагорио и П. К. Венига, архитектора Е. А. Сабанеева (находится в собрании Русского музея), писателя И. И. Ясинского и др. В 1908 году создал скульптуру «Лев Толстой и Спаситель» (хранится в собрании Музея Л. Н. Толстого), где писатель сидит в кресле с книгой в руке, около него стоит Христос, положив руку на спинку кресла. Слева авторская подпись и надпись: «Tu m’as compris!» (Ты меня понялъ!). Фотографический снимок скульптуры Кюфферле послал в Ясную Поляну, получив взамен письменную благодарность от Льва Толстого.
В 1908 году разработал проект мемориального памятника русским морякам, погибшим в декабре 1908 года при спасении разрушенного землетрясением города Мессина. Модель, отлитая в Италии в мастерской Карло Ночерди, была посвящена Цесаревичу Алексею и передана ему в дар ещё в 1911 году. По указанию Николая II, она была отправлена на хранение в Морской кадетский корпус и впоследствии вошла в коллекцию Центрального военно-морского музея. 9 июня 2012 года в Мессине по эскизу Кюфферле был установлен памятник.
В 1911 году в селе Мурино возле часовни Александра Невского был установлен памятник Александру II, работы Кюфферле, представлявший собой бюст императора, поставленный на четырёхступенчатый пъедестал. К нашему времени сохранились три нижние ступени пьедестала, сам бюст не сохранился, но в 2022 году был воссоздан.
В 1914 году Кюфферле создал скульптуру «Мой дух всегда с тобою», представляющую императора Петра I, поднявшего меч на защиту женщины-России. Патриотический журнал «Родина» отозвался на неё следующей критикой:

Миролюбие Руси обрисовано положением меча, прижатого к груди, её военная мощь изображена в виде увенчанного победными лаврами Петра, подъявшего смертоносный меч на защиту женщины-России. А разбитый щит Карла Двенадцатого, сломанный меч, попираемый ногой Петра, говорят о былой славе, тогда как надпись внизу пьедестала: «Мой дух всегда с тобою!» — как бы указывает, что военная слава не составляет удела лишь исторического прошлого России, а сопутствует ей на всех путях настоящего и будущего.— Журнал «Родина», 1914 г..
Позднее изображение этой скульптуры было растиражировано на открытках Общины св. Евгении.
20 ноября 1914 года в Петрограде в день 50-летия судебных приставов в здании мирового съезда (Мещанская, 75) был освящён и открыт мраморный памятник Александру II — создателю мирового суда, исполненный Петром Кюфферле. Памятник был сооружён на деньги, вырученные от продажи книги «Судопроизводство у мировых судей».
В 1917 году вместе с женой и сыном покинул Россию и вернулся в Италию, где продолжил свою творческую деятельность, а некоторые наработки, сделанные им в России, нашли новое применение. 

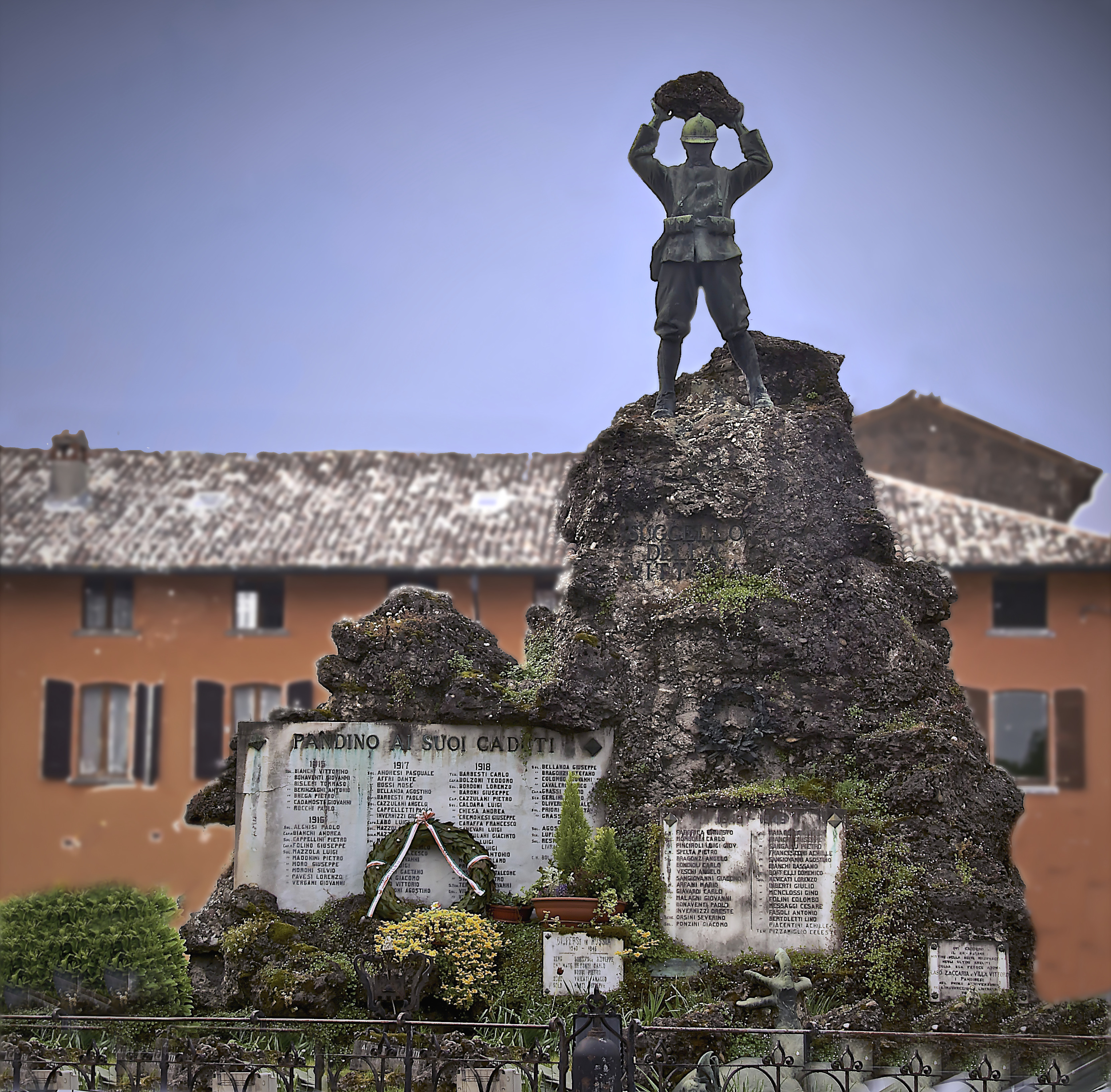
Мемориал в Пандино

Известны работы, выпоненные П. Кюфферле после возвращения в Италию: скульптуры «Большевичка» (1921), «Самая верная», «Голова Иоанна Крестителя», «Оперный певец Евгений Ждановский», скульптуры четырёх евангелистов, установленные на фасаде кафедрального собора в Понтедере.
В 1923 году в Пандино на площади Бельфиоре был открыт Мемориал в память погибшим в Первой Мировой войне, в центре которого стоял памятник работы Кюфферле, представлявший собой крылатую Победу, защищающую пехотинца (разрушен в результате бомбового удара в 1945 году, голова Победы через 75 лет была найдена и передана в городской музей).
В 1928 году в Пандино был открыт Мемориал павшим в I Мировой войне: на высоком холме из камней стоит бронзовая статуя итальянского солдата, держащего камень.
Скончался в 1942 году. Похоронен на городском кладбище в Понтедере. На могиле установлена скульптура его авторства «Христос, сходящий с горы Фавор» (повторение в гипсе бронзового надгробия Вершининой на Новодевичьем кладбище).

## Семья
Сын — Ринальдо Кюфферле (1903—1955) — русско-итальянский переводчик, издатель, критик и корреспондент И. А. Бунина.

## Внешние видеофайлы
- Скульптура «Лев Толстой и Христос». Фрагмент экскурсии.